# Резистор Мебіуса

Рези́стор Ме́біуса — електричний компонент, що складається з двох провідних поверхонь, відокремлених одна від одної діелектричним матеріалом, скручених на 180°, які утворюють стрічку Мебіуса. Резистор, який не має власної індуктивності, тобто, може чинити електричний опір, водночас не викликаючи магнітних завад. Недолік — велика паразитна ємність.

## Опис
Резистор Мебіуса, як об'єкт винаходу, запатентував у США 16 серпня 1966 року Девіс Річад (Davis Richard L.)
Два стрічкові провідники однакової довжини прикріплено до протилежних боків смужки діелектрика. Потім збірку один раз скручено, а кінці з'єднано так, щоб утворилася стрічка Мебіуса. Кінці провідників спаяно, а виводи резистора приєднано до протилежних паяних з'єднань. Струм, що подається на клеми, йде у протилежних напрямках, так що електромагнітні поля нейтралізують одне одного, внаслідок чого виходить по суті неіндуктивний, нереактивний резистор із низькою постійною часу.
Індуктивність резистора Мебіуса можна вивести із закону Ампера:
{\textstyle L{\scriptstyle {\text{mobius}}}=\left({\frac {\mu {\scriptstyle {\text{0}}{\mathsf {TC}}}}{2{\mathsf {W}}}}\right)}

## Переваги та недоліки
Переваги
- Низька індуктивність: добре працює в радіочастотних колах.

- Знижені електромагнітні завади: протилежні струми усувають електромагнітне випромінювання.

- Точність: висока стабільність опору за умов високочастотних сигналів.

Обмеження
- Складність виготовлення.

- Паразитна ємність між провідниками.

- Механічна крихкість у порівнянні зі звичайними резисторами.

## Приклади використання
Точні вимірювальні прилади
Використовуються в лабораторних вольтметрах, еталонних резисторах та чутливих датчиках, де є критичним виключення паразитної індуктивності.
Радіочастотні кола
Застосовуються у високочастотних фільтрах, атенюаторах та підсилювачах, де потрібна лінійна частотна характеристика без реактивної складової.
Медична апаратура
Використовуються в приладах ЕКГ та ЕЕГ, де необхідно мінімізувати вплив електромагнітних завад на точність сигналу.
Квантові та топологічні дослідження
Експериментальні платформи з геометрією стрічки Мебіуса використовуються в дослідженнях топологічних ізоляторів і квантових станів речовини.
Навчальні та демонстраційні моделі
Резистори Мебіуса часто включають у курси з топології, схемотехніки та фізики, демонструючи зв'язок між геометрією та функціональністю.
Аерокосмічна та військова електроніка
Використовуються в системах, де критично знизити рівень електромагнітних завад, забезпечити надійність та швидкодію.

## Зв'язок зі стрічкою Мебіуса
Стрічка Мебіуса — математично унікальна фігура з одним боком та одним краєм. Саме завдяки її властивостям резистор набуває антисинфазного проходження струмів, що виключає індуктивність. Використання цієї топології ілюструє як абстрактна математика може надихнути інженерні рішення в реальній електроніці.

## Патенти
- Патент США 4,599,586 — конденсатор Мебіуса
- Патент США 3,267,406 — неіндуктивний електричний резистор
- Патент США 6,611,412 — прилади та методи мінімізації електромагнітних викидів технічних випромінювачів Dietrich Reichwein